# 멕시코깔때기귀박쥐
멕시코깔때기귀박쥐(Natalus stramineus)는 깔때기귀박쥐과 깔때기귀박쥐속(Natalus)에 속하는 박쥐의 일종이다. 카리브해 소앤틸리스 제도 북부 지역에서 발견된다. 근연종 브라질깔때기귀박쥐(Natalus espiritosantensis, 이전에 Natalus stramineus ssp. espiritosantensis로 알려진 박쥐)는 브라질에서 서식한다.